# L'Ocella
L'Ocella és una masia situada en el terme municipal de Moià, a la comarca catalana del Moianès. Està situada a llevant de Moià, a migdia de la carretera N-141c en el punt quilomètric 28. És a l'esquerra de la riera de Castellnou, al nord-est del Castellnou de la Plana. És a l'extrem nord-oest del Pla de l'Ocella.